# ثلاثي فلوريد الكلور
ثلاثي فلوريد الكلور هو مركب كيميائي من المركبات بين الهالوجينية يتكون من عنصري الفلور والكلور، وله الصيغة ClF3، ويكون على شكل غاز عديم اللون.
يعد غاز ثلاثي فلوريد الكلور من الغازات السامة وله رائحة واخزة، ونشاط كيميائي كبير.

## التحضير
يحضر ثلاثي فلوريد الكلور من التفاعل المباشر بين عنصري الفلور والكلور عند درجات حرارة تبلغ حوالي 400 °س.
{\displaystyle \mathrm {Cl_{2}+3\ F_{2}\longrightarrow 2\ ClF_{3}} }

## الخواص
يتفاعل ثلاثي فلوريد الكلور بعنف مع الماء ومع المذيبات العضوية.
يعد ثلاثي فلوريد الكلور من المؤكسدات القوية، حيث يتفاعل مع الفلزات ليشكل الفلوريدات الموافقة. يتعلق مدى استمرار التفاعل على نوعية المادة، ففي الفلزات يشكل طبقة عازلة من الفلوريد، كما هو الحال مع النحاس، والتي تحول دون استمرار التفاعل؛ أما مع اللافلزات فلا تتشكل طبقة عازلة، إنما يستمر بالتفاعل على شكل اشتعالي. يتفاعل المركب مع الزجاج، لذلك تجرى التفاعلات الكيميائية لثلاثي فلوريد الكلور في أوعية مصنوعة من النحاس.

## الاستخدامات
يستخدم ثلاثي فلوريد الكلور بشكل رئيسي في عمليات الفلورة بشكل عام، وفي تحضير سداسي فلوريد اليورانيوم بشكل خاص.
لمركب ثلاثي فلوريد الكلور تطبيقات في مجالات مختلفة، منها استخدامه كمكوّن في وقود الصواريخ؛ وفي صناعة أشباه الموصلات وذلك في عمليات التنظيف الخالية من البلازما وفي عمليات التنميش؛ وكذلك في المجالات النووية في عمليات إعادة معالجة الوقود النووي.

## احتياطات الأمان
ثلاثي فلوريد الكلور مركب سام ومخرش ومؤكسد قوي، لذا يجب أخذ الحيطة والحذر مع اتباع إجراءات السلامة الضرورية عند التعامل به.